# Kalai (Angola)
Kalai è un municipio dell'Angola appartenente alla provincia di Cuando Cubango. Ha 89.597 abitanti (stima del 2006) ed una superficie di 7.865 km².